# Barnaba Adorno
Barnaba Adorno (Genova, 1385 circa – 1459) fu il 30º doge della Repubblica di Genova.

## Biografia

Stemma nobiliare degli Adorno

Figlio di Raffaele il Prode, nacque a Genova intorno al 1385, nipote dei già dogi Giorgio Adorno e Antoniotto Adorno, quest'ultimo eletto alla carica dogale per ben quattro volte. Impegnato nei traffici commerciali nelle colonie orientali genovesi, in particolare nella Marina di Scio, partecipò assieme ad altri esponenti della famiglia alle operazioni militari contro i Visconti nei territori della Repubblica di Genova.
Nella storia genovese viene ricordato nel 1428-1429, quando, dopo aver radunato un manipolo di soldati, partì da Voltri nel tentativo di sollevare la popolazione della val Polcevera contro la signoria viscontea; la ribellione valligiana fu, però, ben contrastata dalle truppe milanesi e dal futuro doge Isnardo Guarco, che lo costrinse a riparare nelle terre del Monferrato. Non più fortunata fu un'analoga impresa intentata nel 1435 dove, nonostante un forte appoggio del marchese Giovanni Giacomo del Monferrato e della Repubblica di Venezia, venne sconfitto a Sestri Ponente (6 ottobre) dai soldati meneghini al comando del condottiero perugino Niccolò Piccinino e quindi fatto prigioniero a Milano. In alcuni racconti dello storico Agostino Giustiniani si evidenzia che il condottiero perugino reagì al nuovo attacco trattando i "valligiani" come nuovi schiavi e prigionieri del ducato senza distinzione d'età, di sesso e di appartenenza civile.
Liberato nel 1436, tornò a dedicarsi ai traffici commerciali in Oriente; dal 1438 Barnaba Adorno ricoprì in quelle terre la carica di podestà di Chio.
Intorno agli anni quaranta del XV secolo rientrò a Genova con il cugino Raffaele, e i due parteciparono ai primi scontri contro il dogato di Tomaso Fregoso che, dopo diversi episodi, capitolò nel dicembre 1442. Eletto il cugino Raffaele alla carica di doge (28 gennaio 1443), Barnaba venne nominato luogotenente e capitano generale della Riviera di Ponente.
Alle dimissioni di suo cugino Raffaele (4 gennaio 1447), Barnaba Adorno gli subentrò in veste di nuovo Doge: il trentesimo nella storia repubblicana. Questo mandato tuttavia, anche per le manovre oppositive dei Fregoso (85 uomini, capitanati da Giano Fregoso, parteciperanno all'assedio di palazzo Ducale) non durò nemmeno un mese, e il 30 gennaio l'Adorno fu costretto alla fuga. 
Ripresi i contatti commerciali in Oriente, partecipò successivamente agli attacchi degli Aragonesi contro le coste della Liguria e tentò, personalmente, un fallimentare assalto alla città di Ovada nel 1449. Quasi dieci anni più tardi, intorno al 1457, riuscì invece nell'impresa di conquista delle due città ponentine di Taggia e Sanremo che poi cedette al Regno di Francia.
Morì, presumibilmente a Genova, nel 1459.

## Discendenza
Dal matrimonio con Brigida Giustiniani nacquero nove figli:
- Prospero (1428 – 1485), doge nel 1461;
- Sobrana, sposa Leonello Spinola;
- Luigi (? – 1499), Chierico Capitolare di Genova;
- Bianca, sposa Giacomo Spinola;
- Viscontina (? – 1481), sposa Giovanni I Lazzarino Del Carretto, marchese di Finale;
- Tommasina, sposa Giovanni II Malaspina, marchese di Morsasco;
- Despina, sposa Pietro di Battista Fieschi;
- Carlo, sposa Ilaria del Carretto di Zuccarello;
- Brigida, sposa Giovanni Teodoro Del Carretto, signore di Millesimo.